# Șelăreasca
Șelăreasca – wieś w Rumunii, w okręgu Ardżesz, w gminie Bârla. W 2011 roku liczyła 162 mieszkańców.